# Steyerbromelia ramosa
Steyerbromelia ramosa là một loài thực vật có hoa trong họ Bromeliaceae. Loài này được (L.B.Sm.) B.Holst miêu tả khoa học đầu tiên năm 1997.